# Георгиан, Армен Яковлевич
Армен Яковлевич Георгиан (1904 — 1993) — советский армянский виолончелист, педагог. Заслуженный деятель искусств РСФСР (1967). Член КПСС с 1963 года.

## Биография
Учился в Бакинском музыкальном училище у Василия Доброхотова. В 1926 году закончил Московскую консерваторию (класс виолончели А. А. Брандукова).
В 1927—1957 годах участник трио Всесоюзного радио.
В 1968—1972 годах участник квартета имени Комитаса. Гастролировал за рубежом.
В 1927—1972 гг. — преподаватель музыкального училища имени Гнесиных, в 1944—1989 гг. — Музыкально-педагогического института имени Гнесиных, с 1960 года профессор. Наряду с классом виолончели некоторое время вёл и класс камерного ансамбля.
Похоронен на Ваганьковском кладбище.

## Награды
- заслуженный деятель искусств РСФСР (1967)
- орден «Знак Почёта» (14.02.1945)
- медали

## Семья
Жена — Галина Петровна Сахарова (1914—1998) — окончила Музыкальное училище имени Гнесиных по классу вокала в 1942 году, сопрано, солистка Всесоюзного радио, исполняла ведущие оперные партии и русские романсы.
 Заслуженная артистка РСФСР. В 1969 году ушла на пенсию, отказавшись от предложенной педагогической работы. Умерла 17 декабря 1998 года, похоронена рядом с мужем.
Дочь — Георгиан, Каринэ Арменовна (род. в 1944) — виолончелистка, музыкальный педагог.